# Krasnoborsk
Krasnoborsk (en russe : Красноборск) est un village de l'oblast d'Arkhangelsk en fédération de Russie, Russie européenne. Centre administratif du raïon de Krasnoborsk.

## Géographie
Krasnoborsk est situé dans le sud-est de l'oblast d'Arkhangelsk, sur la rive gauche de la Dvina septentrionale, au confluent de celle-ci et de l'Ouftiouga.

## Histoire

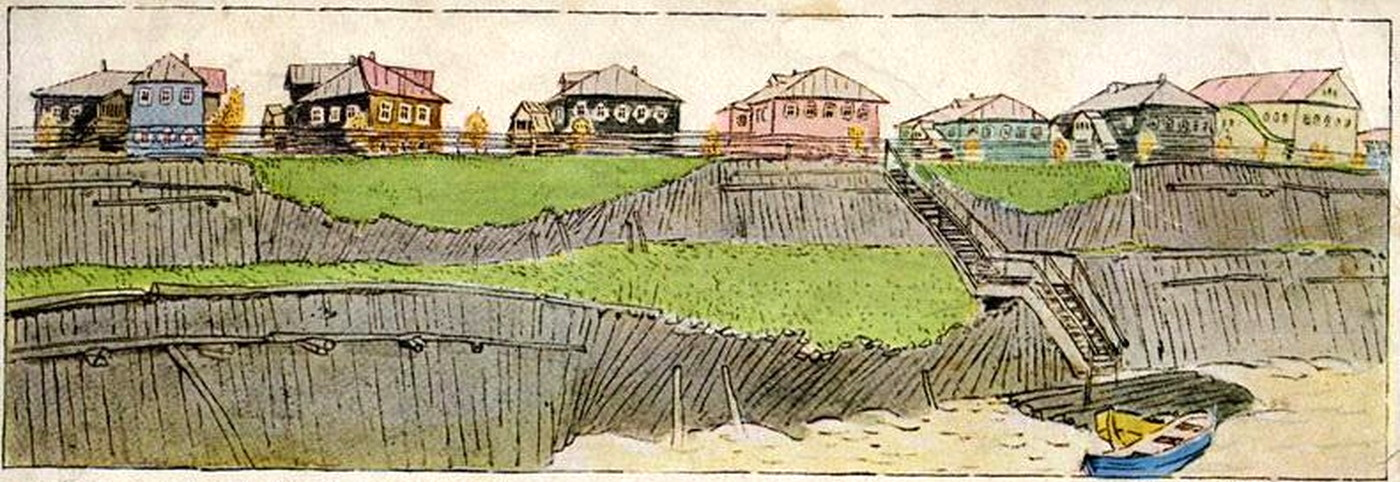
Krasnoborsk, par Igor Grabar.

Les premières mentions de Krasnoborsk datent du début du XVIIe siècle. En 1780, le village devient le chef-lieu du district du même nom dans le gouvernement de Vologodskoï mais, à partir de 1796, Krasnoborsk fait fonction, grâce à son statut de centre commercial important, de chef-lieu de district de Solvytchegodsk dans le gouvernement de Vologodskoï. Chaque année s'y tenait une foire. En 1924, le village devient le centre administratif du raïon de Krasnoborsk, gouvernement de la Dvina septentrionale, en RSFSR. À partir de 1931 et jusqu'en 1935, le village fait partie du raïon de Tcherevkovo dans le kraï de Severny. Depuis 2006, il est devenu le centre administratif de la municipalité villageoise d'Alekseevski (Oblast d'Arkhangelsk).

## Démographie
| 159   | 1970  | 1979  | 1989  | 2002  | 2010  |
| ----- | ----- | ----- | ----- | ----- | ----- |
| 2 894 | 3 575 | 4 792 | 5 110 | 5 030 | 4 771 |

## Lieux et monuments
- Musée de la peinture du nom de S. I. Toupitsina.
- Plusieurs monuments souvenirs relatifs au Grand Nord russe.

## Personnaités liées
- Alexandre Borissov (1866-1934), peintre-explorateur, est né à Glouboki Routcheï, un village proche de Krasnoborsk.